# Енго (Пенсільванія)
Енго (англ. Enhaut) — переписна місцевість (CDP) в США, в окрузі Дофін штату Пенсільванія. Населення — 1022 особи (2020).

## Географія
Енго розташоване за координатами 40°13′57″ пн. ш. 76°49′31″ зх. д. / 40.23250° пн. ш. 76.82528° зх. д. (40.232425, -76.825390).  За даними Бюро перепису населення США в 2010 році переписна місцевість мала площу 0,60 км², уся площа — суходіл.

## Демографія
Згідно з переписом 2010 року, у переписній місцевості мешкало 1007 осіб у 405 домогосподарствах у складі 250 родин. Густота населення становила 1686 осіб/км².  Було 430 помешкань (720/км²).
Расовий склад населення:
| - 78,3 % — білих - 11,4 % — чорних або афроамериканців - 0,4 % — корінних американців - 0,4 % — азіатів - 4,2 % — осіб інших рас |

До двох чи більше рас належало 5,4 %. Частка іспаномовних становила 8,6 % від усіх жителів.
За віковим діапазоном населення розподілялося таким чином: 23,3 % — особи молодші 18 років, 62,3 % — особи у віці 18—64 років, 14,4 % — особи у віці 65 років та старші. Медіана віку мешканця становила 37,6 року. На 100 осіб жіночої статі у переписній місцевості припадало 85,8 чоловіків;  на 100 жінок у віці від 18 років та старших — 82,5 чоловіків також старших 18 років.
Середній дохід на одне домашнє господарство  становив 53 115 доларів США (медіана — 42 885), а середній дохід на одну сім'ю — 58 400 доларів (медіана — 45 991). За межею бідності перебувало 4,8 % осіб, у тому числі 9,5 % дітей у віці до 18 років та 0,0 % осіб у віці 65 років та старших.
Цивільне працевлаштоване населення становило 332 особи. Основні галузі зайнятості: транспорт — 20,5 %, освіта, охорона здоров'я та соціальна допомога — 17,5 %, мистецтво, розваги та відпочинок — 14,5 %, фінанси, страхування та нерухомість — 13,0 %.